# 馬修·沃爾芬登
馬修·沃爾芬登（英語：Matthew Wolfenden；1980年5月5日—）是英國的一位演員。他最著名的角色是在肥皂劇愛默戴爾中飾演David Metcalfe角色。他曾經是英國體操國家隊的成員。他在2009年對同樣出演愛默戴爾的Charley Webb求婚。兩人婚後育有兩名子女。但兩人後來在2013年離婚，後又和解。

## 外部連結
- Matthew Wolfenden在互联网电影资料库（IMDb）上的資料（英文）